# Cantuaria marplesi
Cantuaria marplesi là một loài nhện trong họ Idiopidae.
Loài này thuộc chi Cantuaria. Cantuaria marplesi được Walter Edmond Clyde Todd miêu tả năm 1945.